# Just Be a Man About It
"Just Be a Man About It" är en låt framförd av Toni Braxton, inspelad till hennes tredje studioalbum The Heat (2000). Den skrevs av henne själv, Johntá Austin, Bryan-Michael Cox och Teddy Bishop och producerades av den sistnämnda. Inför skapandet av The Heat ville Braxton nå den urbana musikmarknaden vilket ledde till samarbeten med nya låtskrivare och kompositörer, däribland Austin. "Just Be a Man About It" är en långsam ballad i genrerna R&B och vuxenpop. Braxton kom på låtens koncept, där framförarens pojkvän, i ett telefonsamtal, tänker lämna henne men är för feg för att våga säga det rakt ut. Braxton förkunnar att partnern inte är något att ha och ifrågasätter hans manlighet. Mannens perspektiv framförs av rapparen Dr. Dre.
Braxtons skivbolag LaFace gav ut "Just Be a Man About It" som albumets andra singel i USA. Låten gavs ut som en radiosingel och fanns därför inte tillgänglig att köpa. Detta var en strategi av skivbolaget för att få fler att köpa Braxtons album. "Just Be a Man About It" mottog positiv respons från musikjournalister som ansåg att låten var ett av albumets bästa spår. Med endast radiospelningar som bas nådde låten topp-fyrtio på amerikanska singellistan Billboard Hot 100. Den nådde sjätteplatsen på förgreningslistan Hot R&B/Hip-Hop Songs och blev därmed Braxtons sjätte topp-tio-hit på den listan.

## Bakgrund och inspelning
Braxton påbörjade arbetet på ett tredje studioalbum tidigt under 1999. Arbetet var försenat från start efter att Braxton stämt sitt skivbolag LaFace Records och dess ägare Arista Records. Braxton hade inte fått tillräckligt stor del av vinsten från albumen Toni Braxton (1993) och Secrets (1996) vilket resulterat i att hon tvingats ansöka om personlig konkurs. En rättslig process pågick under större delen av år 1998. Ett nytt album var först planerat att ges ut i maj år 1999 men datumet flyttades fram till mars år 2000. Albumet, med namnet The Heat, gavs slutligen ut i april år 2000. Likt föregående album av Braxton blev The Heat en kommersiell framgång och mottog dubbelt platinacertifikat av RIAA efter utgivningen. Albumets huvudsingel "He Wasn't Man Enough" nådde andraplatsen på den prestigefyllda singellistan Hot 100.
Inför skapandet av The Heat ville Braxton utmana sig själv och skapa något "fräscht" men nya talanger. Braxtons manager Barry Hankerson introducerade henne för låtskrivaren Johntá Austin som jobbade tillsammans med låtskrivarna och musikproducenterna Teddy Bishop och Bryan-Michael Cox. Austin var en nykomling som hade svårt att bli accepterad och få jobba med stora artister. Efter ett lyckat samarbete med den amerikanska artisten Tyrese blev Braxton sin nästa stora samarbete. I en intervju med Billboard kommenterade Austin: 

"Min manager Chris Higgs hade kontakt med Barry Hankerson, som var Aaliyahs morbror och Toni Braxtons manager vid tidpunkten. Vi började jobba med Aaliyah och Toni hade precis haft enorma framgångar med Secrets, så det var en riktigt stor sak för mig."

## Komposition
"Just Be a Man About It" är en långsam ballad som har en speltid på fyra minuter och fyrtionio sekunder (4:49). Den innehåller trummor och andra slagverk skapade med en trummaskin av modellen MPC 3000. Låtens stil beskrevs som olik Braxtons tidigare musik skapad med mentorn Kenneth "Babyface" Edmonds. Kompositionen klassas som R&B och vuxenpop. Enligt notblad publicerade på Musicnotes.com av Alfred Publishing har "Just Be a Man About It" ett långsamt tempo och utgår från 56 taktslag per minut. Kompositionen är skriven i tonarten A-dur och Braxtons sång sträcker sig från tonen E3 till C5. Braxtons sångstil på låten har beskrivits som karaktäristisk för henne med "djupa" och låga tonarter. Framförandet har jämförts med det på "Another Sad Love Song" (1993) eller "Un-Break My Heart" (1996). Billboard ansåg att hennes sång var "trovärdig och känsloväckande" och att det lät som hon är på gränsen till gråt men samtidigt bibehåller ett lugn och en styrka med stoltheten intakt. Anthony Decurtis från tidskriften Vibe Magazine ansåg att Braxton med låten fick lyssnaren att känna sig som en del av hennes våndor.

## Koncept och låttext
"Jag försöker lyssna på kvinnor och hämta inspiration och råd från dem när jag skriver låtar ur deras perspektiv. Jag har fått mycket vägledning av kvinnorna i mitt liv. När man sitter där tillsammans med någon som Toni Braxton, som har sin egen röst, då lyssnar man och försöker leverera det hon vill berätta."
Braxton kom själv på låtens koncept och handling. "Just Be a Man About It" har beskrivits som en slags "lugnet före stormen"- typ av låt. Den skildrar ett telefonsamtal mellan Braxton och hennes fega pojkvän. Pojkvännens perspektiv framförs av den amerikanska rapparen Dr. Dre. Han tänker lämna henne men är för törs inte säga det rakt ut. Braxton rabblar upp alla hans ursäkter och ifrågasätter hans feghet och manlighet. Austin kom på idén med att ha framförarens kärlekspartner i ett telefonsamtal under låtens gång. I intervjun med Billboard berättade han: "Delen där Dr. Dre pratar var det jag som spelade in på demoversionen. Jag kom på idéen med att någon som ringde Toni på telefonen och försökte komma med ursäkter. Dom sparade det och inkluderade det på den färdiga låten."
Konceptuellt har "Just Be a Man About It" beskrivits som en uppföljare till hennes "Love Affair" (1993) där Braxton, enligt Rated R&B var "förlåtande" men i "Just Be a Man About It" har hon istället "fått nog". Med låten ville Braxton bli mer relaterbar för den urbana musikmarknaden- ett kliv bort från den vuxenpop som gjort henne känd. Låten var olik allt annat Braxton tidigare gjort då den skildrar kvinnlig egenmakt. Hennes röst beskrevs av Austin som mer "auktoritär" jämfört med hennes tidigare ballader. Austin sammanfattade: "Den är fortfarande en typisk Toni Braxton låt men med en grymhet som vi inte skådat tidigare". Låten har beskrivits som en "hymn för missnöjda och förargade kvinnor". Tidskriften Ebony Magazine ansåg att textverserna "If you wanna leave (I can tell you wanna leave), go on/ Just be a man about it/ Grab your things and go" var något alla kvinnor kunde relatera till och enas över.

## Utgivning och mottagande
I USA gavs "Just Be a Man About It" ut som den andra singeln från The Heat medan albumspåret "Spanish Guitar" gavs ut som albumets andra singel i Europa och övriga delar av världen. LaFace valde att bara ge ut "Just Be a Man About It" som en radiosingel för att istället öka försäljningen av albumet. Låten skickades till Urban AC-radio den 20 juni 2000. Den 21 december samma år gav LaFace ut en DVD-singel med låtens musikvideo samt videon till singeln "Spanish Guitar".
Stephen Thomas Erlewine från Allmusic beskrev "Just Be a Man About It" som en "omedelbar klassiker" och lyfte fram den som ett av albumets bästa spår. Chuck Taylor från Billboard berömde Braxton för att hon höll sig till vad som "passade henne bäst" med "Just Be a Man About It". Han ansåg att Braxton levererade "kvinnliga slagdängor där män svartmålas" bättre än de flesta sångare. Han avslutade: "Braxton har en förmåga att skapa och sjunga låtar om styrka som vanliga kvinnor lätt kan identifiera sig med." Colin Ross från Pop Matters var inte imponerad av The Heat men ansåg att albumet "räddades" med "Just Be a Man About It". Soul In Stereo lyfte fram låten som albumets tre bästa tillsammans med "The Heat" och "Spanish Guitar". Albumism.com ansåg att låten förde Braxton tillbaka till "ballad-territoriet" som hon "bemästrat väl". Rated R&B ansåg att Braxtons vilja att nå den urbana målgruppen aldrig varit så tydlig som på "Just Be a Man About It" och fortsatte med att beskriva låten som en "kvinnlig hymn".

## Försäljning
"Just Be a Man About It" gick in på den amerikanska singellistan Billboard Hot 100 den 29 juli 2000. Den nådde som högst plats 32 på listan och blev därmed hennes elfte topp-fyrtio hit på den listan. Utöver Hot 100-listan gick låten även in på förgreningslistan Hot R&B/Hip-Hop Songs. Listan kombinerade mängden radiospelningar och försäljningen från fysiska exemplar där singlar tilldelades poäng med ration 75% respektive 25%. Trots att inga fysiska exemplar fanns tillgängliga av singeln hoppade "Just Be a Man About It" från plats 36 till plats 21 på listan den 22 juli 2000. Den fick därmed titeln Greatest Gainer Sales/Airplay vilket indikerade veckans singel med störst ökning i försäljning eller radiospelningar. Den 26 augusti nådde låten sjätteplatsen på listan och blev därmed Braxtons sjätte topp-tio hit på R&B-marknaden.
Den 2 september 2000 ändrade Billboard sina regler för topplistan till följd av en alltmer avtagande försäljning av fysiska singlar. Med de nya förändringarna gavs radiospelningar färre poäng så att försäljning av fysiska singlar skulle ges större vikt. Med de nya förändringarna tappade "Just Be a Man About It" en placering på listan trots en ökning i mängd radiospelningar. Trots att låten inte släpptes som singel i Storbritannien var den 2019 en av hennes mest populära i landet. Enligt Official Charts Company var den hennes sjätte mest streamade låt i landet.

## Musikvideo
"Jag gav Toni en helt ny stil. Jag designade jeansen och sa ungefär: 'Du ska ha på dig dom här jeansen, du ska visa upp din kropp. Du är sur och tjejer kommer att kunna relatera.' Den var helt annorlunda. Tidigare hade vi gjort diva-grejen. Den här videon visade en mindre uppklädd version av henne."
Musikvideon till "Just Be a Man About It" regisserades av Braxtons tidigare samarbetspartner Bille Woodruff. Woodruff regisserade några av Braxtons mest populära musikvideor under 1990-talet, däribland "You're Makin' Me High" (1996) och "Un-Break My Heart" (1996). Inför skapandet av videon till "Just Be a Man About It" ville Woodruff ändra Braxtons stil. Tidigare hade hon porträtteras som en diva med sina ballader, nu ville han ge henne en mer "relaterbar" stil. Woodruff designade ett par jeans som var låga i midjan vilket blev en mer sexig stil för Braxton.
Videons koncept bygger på att Braxton tröttnar på att bli försummad av sin pojkvän som är rädd för att binda sig (spelad av Dr. Dre). Hon söker istället tröst i armarna på en ny kille (spelad av rapparen Q-tip). Videon börjar med att visa Braxtons pojkvän som lämnar en nattklubb med en kvinna i följe. Han stannar vid en telefonautomat för att ringa Braxton, som sitter uppe och väntar på honom. Hon ser till en början glad ut men blir sedan besviken när han säger att hon inte behöver stanna uppe och vänta på honom. Medan den nya kvinnan väntar i bakgrunden säger Dr. Dre att han behöver en "paus" från relationen med Braxton. I en intervju med MTV News kommenterade Braxton handlingen: "Jag spelar flickvännen som är upprörd och arg. Jag kastar saker omkring mig för att sedan sansa mig och säga 'det räcker'. Det här är typ trettionde gången han gör såhär mot mig. Jag ringer en annan kille, som råkar vara Q-tip och han kommer över till min lägenhet. När Dr. Dre kommer hem på morgonen är jag på soffan med Q-tip." Dr. Dre blir förvånad och arg varpå Braxton förblir uttryckslös. Han ger henne "fingret" och lämnar sedan lägenheten. Videon var 2019 den enda tillsammans med videon för "Un-Break My Heart" att få över 100 miljoner visningar på Braxtons Youtube-kanal. Rated R&B beskrev videon som "ikonisk".

## Liveframträdanden
Braxton har ofta framfört "Just Be a Man About It" på sina spelningar och konserter. På hennes världsturné As Long As I Live beskrevs låten som en "höjdpunkt" och inkluderades i ett set tillsammans med "He Wasn't Man Enough" (2000), "Hit the Freeway" (2002) och "Breathe Again" (1993).

## Format och låtlistor
| 1. | "Just Be a Man About It" (Radio Edit)             | 4:10 |
| 2. | "Just Be a Man About It" (Instrumental)           | 4:41 |
| 3. | "Just Be a Man About It" (Call Out Research Hook) | 4:41 |

| 1.           | "Just Be a Man About It" (Music Video) |       |
| 2.           | "Spanish Guitar" (Music Video)         |       |
| 3.           | "Special Feature: Interview With Toni" |       |
| Total längd: | Total längd:                           | 12:00 |

## Medverkande
Information hämtad från Discogs
- Låtskrivare – Toni Braxton, Johntá Austin, Teddy Bishop, Bryan-Michael Cox
- Produktion – Johntá Austin
- Sång – Toni Braxton
- Bakgrundssång – Toni Braxton, Dr. Dre

## Listor
| Lista (2000-01)                       | Högsta listplacering |
| ------------------------------------- | -------------------- |
| USA Billboard Hot 100                 | 32                   |
| USA Hot R&B/Hip-Hop Songs (Billboard) | 6                    |
| USA Rhythmic (Billboard)              | 36                   |

| Lista (2000)                          | Högsta listplacering |
| ------------------------------------- | -------------------- |
| USA Hot R&B/Hip-Hop Songs (Billboard) | 24                   |

## Utgivningshistorik
| Region    | Datum              | Format           | Skivbolag     | Ref.   |
| --------- | ------------------ | ---------------- | ------------- | ------ |
| USA       | (Okänt datum) 2000 | Promosingel      | LaFace Arista | [ 29 ] |
| USA       | 20 juni 2000       | Radio (Urban AC) | LaFace Arista | [ 16 ] |
| USA       | 21 november 2000   | DVD-singel       | LaFace Arista | [ 17 ] |
| Frankrike | 27 februari 2001   | DVD-singel       | BMG           | [ 32 ] |